# Brouwerij De Toekomst (Zottegem)

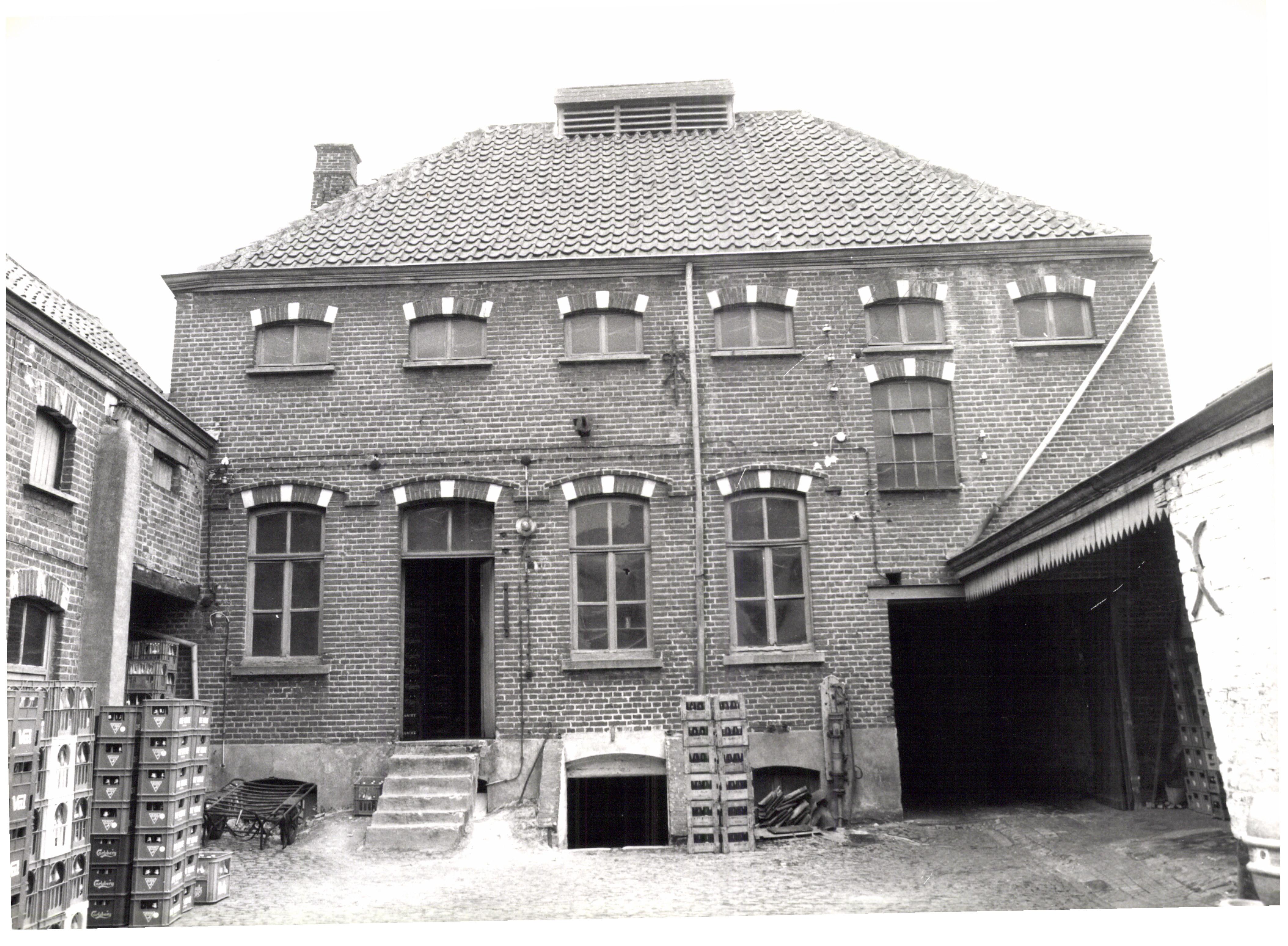
Brouwerij De Toekomst

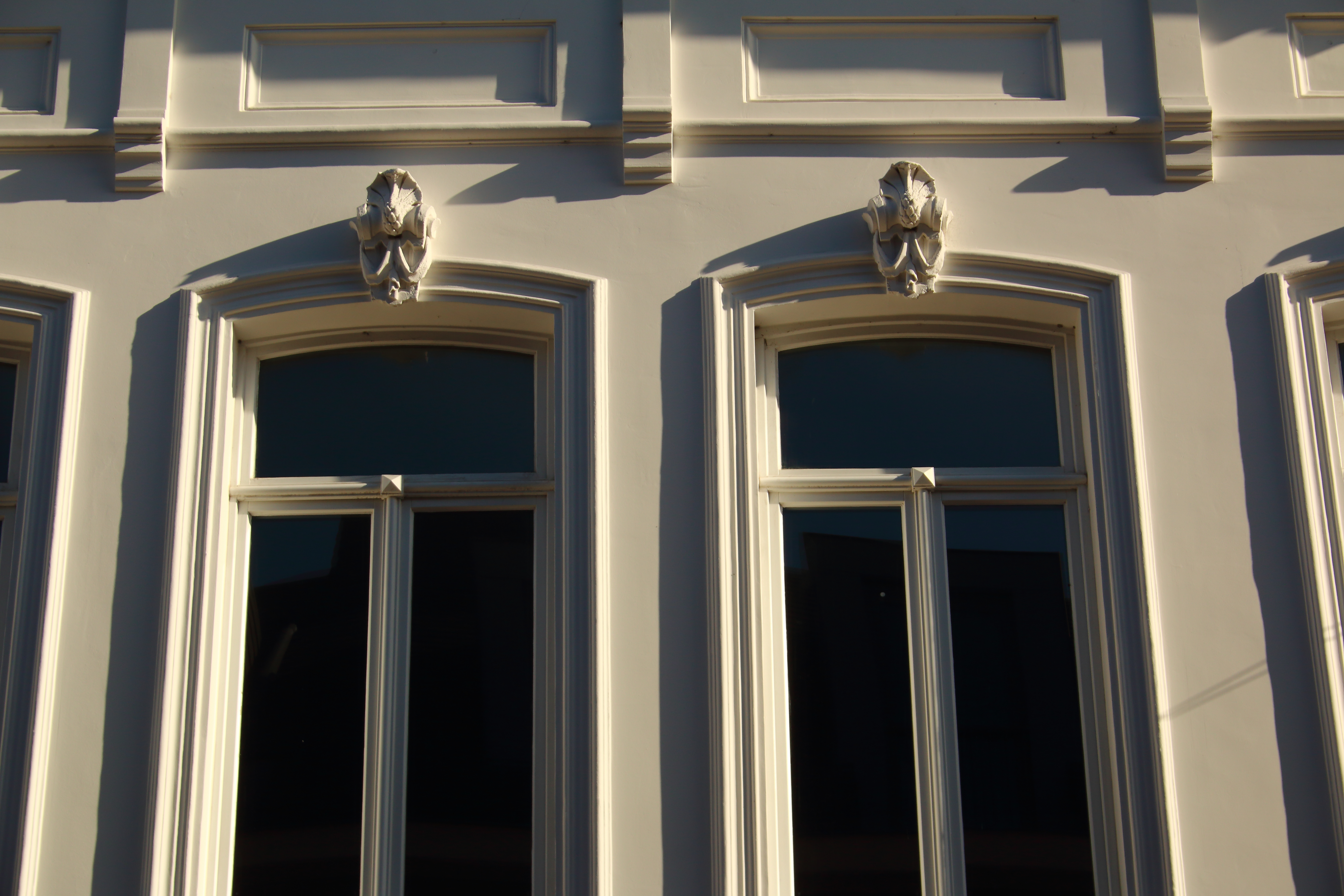
Detail van het gerenoveerde dubbelhuis

Brouwerij De Toekomst, Brouwerij Ceuterick of Brouwerij De Winne is een voormalige brouwerij aan de Hoogstraat 74 in het Belgische Zottegem. 
Aan de straatzijde bevindt zich een statig dubbelhuis onder zadeldak uit de tweede helft van de 19de eeuw. De voormalige brouwerij ligt achter een gekasseide binnenkoer. De voormalige brouwerij omvat vooral bakstenen gebouwen die in 1905 opgetrokken werden door Odilon Ceuterick (die op dezelfde plek al in 1886 een brouwerij had gesticht). Begin 20ste eeuw was er ook een stokerij en een boerderij (met draf) op het complex. In 1924 nam Jérôme De Winne de brouwerij over. Na 1941 werd de brouwerij ook Brouwerij De Toekomst genoemd. In 1965 viel de brouwerij stil. De bierkelders hebben bakstenen troggewelven. Het complex werd in 2011 gerenoveerd en omgebouwd tot appartementencomplex met zes woongelegenheden. In het dubbelhuis werd een geschenkwinkel geopend.